# Фьодор III
Фьодор III Алексеевич (на руски: Фёдор III Алексеевич) е цар на Русия (1676 – 1682) от династията Романови. Слаб физически, той получава добро образование и подкрепя започналото при баща му цар Алексей разпространение на полската култура в руския двор.

## Произход и детство
Фьодор е роден на 9 юни (30 май стар стил) 1661 г. в Москва. Той е най-възрастният син на Алексей и Мария Милославская, който надживява родителите си. През 1676, на петнадесетгодишна възраст, наследява баща си като руски цар. Фьодор получава отлично образование от Симеон Полоцки, известен теолог, като освен руски и църковнославянски научава полски и латински. Още от дете Фьодор е частично парализиран от неизвестна болест, според някои изследователи – скорбут.

## Цар на Русия
В самото начало на управлението на цар Фьодор III голямо влияние има вуйчо му Иван Милославски. Втората съпруга на баща му Наталия Наришкина и нейният син Петър Алексеевич са отстранени от Москва. Същото става и с дотогавашния пръв министър Артамон Матвеев. Фьодор скоро се откъсва от влиянието на Милославски и мястото му е заето от младите дворяни Язиков и Лихачов.
На 28 юли 1680 г. Фьодор III се жени за смоленската благородничка от полски произход Агата Грушецка. Тя умира при раждане година по-късно, след което царят се жени за Марта Апраксина, но няма деца от нея. По това време най-влиятелна фигура в двора става княз Василий Голицин, любовник на по-голямата сестра на царя София Алексеевна. Голицин извършва най-важната реформа при управлението на Фьодор III, като премахва местничеството, система, при която постовете в армията и администрацията се раздават според ранга на благородниците.
Фьодор III умира на 7 май (27 април стар стил) 1682 г., след което споровете за наследството между фамилиите на двете съпруги на баща му, Милославски и Наришкини, силно се изострят.